# Steenmeulen
De Steenmeulen (ook: Moulin Saint-Arnoult) is een windmolen in gemeente Terdegem in het Franse Noorderdepartement. Het is een ronde stenen molen.

## Geschiedenis
Op de plaats van deze molen stond vroeger een standerdmolen. Deze werd echter in 1864 door een wervelstorm verwoest, waarna de huidige Steenmeulen werd gebouwd. Deze diende zowel als oliemolen en voor het malen van granen ten behoeve van veevoer. Later werd ze ook gebruikt als korenmolen. Ze bezit daartoe drie paar molenstenen. Er was naast windkracht ook een stoommachine beschikbaar.
Sinds 1938 werd de molen bedreven door molenaar Michel Markey, die de molen bedreef als korenmolen, en Abel Deschodt, welke granen voor veevoer maalde. De productie van meel voor brood kwam in 1963 ten einde, maar het veevoerbedrijf ging verder. De molen werd goed onderhouden, maar in 1980 brak een wiek. De molen werd hersteld en kon in 1982 weer draaien. In 1970 werd de molen tot beschermd dorpsgezicht verklaard en in 1977 tot monument historique. In 1997 werd het dak hersteld en niet lang daarna kwam de molen in handen van Joseph Markey, de zoon van Michel. Samen met zijn vrouw Véra werd de molen ingericht tot streekmuseum, dat onder andere werkende oude machines bevat. 

## Bijzonderheid
De molen heeft, met 24,7 meter, de langste wieken van geheel Vlaanderen.